# 19815 Marshasega
19815 Marshasega este un asteroid din centura principală de asteroizi.

## Descriere
19815 Marshasega este un asteroid din centura principală de asteroizi. A fost descoperit pe 24 septembrie 2000 la Socorro, New Mexico, în cadrul proiectului LINEAR. Asteroidul prezintă o orbită caracterizată de o semiaxă mare de 2,79 ua, o excentricitate de 0,09 și o înclinație de 3,0° în raport cu ecliptica.